# Kalix BF
Kalix BF är en bandyförening i Kalix i Sverige, bildad 2 maj 1990 som Kalix Nyborg BK efter en sammanslagning av föreningarna Nyborgs SK och IFK Kalix. Namnet "Kalix BF" antogs den 20 juni 2001.
1993 gick laget för första gången upp i den dåvarande högsta divisionen, Allsvenskan efter kvalspel och spelade i den allsvenska säsongen 1993/1994. Kalix Bandy spelade därefter som Kalix Nyborg BK i Allsvenskan sex ytterligare säsonger i följd; 1994/1995, 1995/1996, 1996/1997, 1997/1998, 1998/1999, 1999/2000 och 2000/2001. Efter det blev det ett års uppehåll och återkomst i Allsvenskan säsongerna 2002/2003 och 2003/2004 för att sedan åka ur Allsvenskan igen säsongen 2004/2005.
Man kvalade för avancemang till 2006, 2007 och 2008 dock utan resultat. Efter seger borta mot Gustavsberg den 26 februari 2011 och med 38 poäng, före Örebro SK 36 poäng, vann Kalix bandyallsvenskans norra serie säsongen 2010/2011 och kvalificerade sig därmed till spel i den nya högsta divisionen med beteckningen Elitserien nästkommande säsong, 2011/2012. Sejouren i Elitserien blev dock bara ettårig. Kalix återkom till Elitserien i bandy säsongen 2013/2014 och spelade där även säsongerna 2014/15, 2015/16, 2016/17 och 2017/18. Kalix Bandy blev nedflyttade till Allsvenskan 2018/19 efter att de fått se sig besegrade av Falu BS och IFK Motala i kvalet 2017/18. Säsongerna 2018/19, 2019/20 och 2020/21 har föreningen spelat i näst högsta serien Allsvenskan.
Klubben hade under 1990-talet även framgångar med svenska mästerskapstitlar på ungdomssidan. Under 2000-talet har klubbens ungdomslag lyckats ta totalt 2 SM-guld, ett på pojklagssidan 2008/2009 och ett på flicklagssidan 2009/2010. Säsongen 1994/95 tog föreningens U20 JSM Guld (motståndare IFK Motala).
Föreningen har även haft damlag en del säsonger. 2011/12 deltog de i Div I Norra Dam. 2015/16, 2016/17, 2018/19, 2019/20 och 2020/21 spelade de i Allsvenskan dam (näst högsta serien).

## Profiler
Kalix har under åren producerat ett antal svenska mästare och landslagsspelare, trots att klubben själv aldrig vart riktigt nära ett SM-guld.
Bland dessa återfinns Patrik "Palle" Rönnkvist (som vann skytteligan säsongen 2002/2003), Daniel Välitalo, Janne Rintala, Olov Englund och Lars Johansson, som alla vunnit minst ett SM-guld med sin respektive klubb.

### Fotnoter
1. ↑  ”Kalix BF”. Arkiverad från originalet den 13 april 2014. https://web.archive.org/web/20140413124435/http://www3.idrottonline.se/KalixBF-Bandy/Foreningen/Klubbinfo/. Läst 14 oktober 2011.
2. ↑  Bandysidan: Olov Englund